# 德国入侵卢森堡
德国入侵卢森堡是第二次世界大战歐洲戰場中法国战役的一部分。
卢森堡原属于神圣罗马帝国、荷蘭聯合王國、以及后来的德意志邦联。其實，德國曾两次入侵过卢森堡。第一次世界大战时，因施里芬計劃也可以说是顺带占领，彼時德意志帝国将卢森堡、比利時全部占领，然後入侵法國。納粹德国在法國戰役時因要穿越阿登森林再次入侵卢森堡，之后再次横扫低地國家，乃至法国北部。德國占領盧森堡後，卢森堡大公流亡英国，許多卢森堡人民加入反法西斯的队伍，抗击德军。

## 延伸閱讀
- Koch-Kent, Henri. . Luxembourg. 1971. OCLC 462123795.